# Kōji Miyoshi
Kōji Miyoshi (三好 康児?, Miyoshi Kōji; Kawasaki, 26 marzo 1997) è un calciatore giapponese, centrocampista del Bochum.

## Carriera

### Club

#### Kawasaki Frontale e Consadole Sapporo
Dopo essere entrato nel 2007 nella rappresentativa under-12 del Kawasaki Frontale, nel 2012 fa parte della squadra under-18. Nel 2015 entra definitivamente in prima squadra e il 4 aprile esordisce nel quarto turno di prima divisione giapponese contro l'Albirex Niigata. Il 2 luglio 2016 segna il suo primo gol da professionista vincendo contro il Vegalta Sendai con la rete del 3-0, nel match valevole per la seconda giornata di J1 League. Nel 2017 prende parte alla Coppa del Giappone e, sempre contro il Vegalta Sendai, segna una doppietta in semifinale vincendo per 3-1, inoltre prenderà pure parte alla fine persa per 2-0 contro il Cerezo Osaka. Sempre nel 2017 il Kasawaki Frontale vince per la prima volta la J1 League, Miyoshi segnerà una sola rete nel campionato, nella vittoria per 3-0 contro il Sanfrecce Hiroshima.
Nel 2018 si lega all'Hokkaido Consadole Sapporo per un trasferimento temporaneo. Con la nuova squadra debutta il 24 febbraio giocando tutta la partita perdendo per 1-0 contro il Sanfrecce Hiroshima, il 14 aprile contro il Kashiwa Reysol, contribuisce alla vittoria con due assist e la squadra si impone per 2-1. Stesso risultato il 29 settembre 2018 contro il Sagan Tosu dove segna la sua prima rete per la squadra.Con un suo gol il Consadole Sapporo batterà di misura il Vegalta Sendai, e segnerà la rete del 2-0 vincendo ai danni del Júbilo Iwata. Nell'edizione 2018 della Coppa dell'Imperatore aprirà le marcature nella vittoria per 4-0 contro l'Avispa Fukuoka.

#### Yokohama F Marinos e Anversa
Nel 2019 si aggrega al Yokohama F·Marinos sempre a titolo temporaneo.Segnerà solo tre reti, una contro il Gamba Osaka vincendo per 3-2, e per la prima volta segnerà una doppietta battendo per 4-1 il Vissel Kobe.
Il 20 agosto 2019 il Kawasaki Frontale lo cede in prestito all'Anversa, debutta il 15 settembre vincendo contro il l'Anderlecht, proprio Miyoshi nella sua prima partita segna la rete del 2-1. Vincerà la Coppa del Belgio segnando una doppietta vincendo per 4-2 contro il Lokeren, ma per via di un infortunio non prenderà parte alle restanti partite, nemmeno la finale vinta contro il Club Brugge. Giocherà in Europa League e con un suo assist Benson Manuel segerà la rete del 3-1 battendo il Ludogorec.

### Nazionale
Nel 2012 partecipa alla Coppa d'Asia Under-16 ottenendo il secondo posto, nella finale contro l'Uzbekistan finita in parità per 1-1 il Giappone perderà ai rigori per 3-1, Miyoshi è stato l'unico della sua squadra a segnare calciando dal dischetto. Ai Mondiali under-17, giocherà tre partite, mentre nel 2016 viene convocato per la Coppa d'Asia under-19, vincendolo e segnando una rete nella vittoria per 3-0 contro il Qatar. Giocherà pure nel Mondiale Under-20 prendendo parte a tutte le partite, tranne nel pareggio contro l'Italia per 2-2.
Nel 2018 gioca con la Nazionale Under-21 battendo il Togo Under-20 in un'amichevole segnando il gol del 1-0. Con la Nazionale Under-23, prendendo parte alla Coppa d'Asia Under-23 segnando un gol nella vittoria per 3-1 contro la Corea del Nord, inoltre prenderà parte ai Giochi asiatici dove vincerà l'argento, giocando tutta la finale contro la Corea del Sud, perdendo per 2-1.
Nell'estate 2019 partecipa con la nazionale maggiore alla Copa América. Il 18 giugno debutta col Cile perdendo 4-0, ma tre giorni dopo a Porto Alegre realizza una prestigiosa doppietta contro l'Uruguay (gara terminata 2-2). Nonostante questa prestazione individuale, la nazionale nipponica pareggia l'ultima partita contro l'Ecuador e, con soli due punti, risulta la peggiore terza classificata e non si qualifica pertanto ai quarti di finale.
Viene convocato ai Giochi di Tokyo segnando una rete con la Nazionale Olimpica battendo per 4-0 la Francia.

## Statistiche

### Cronologia presenze e reti in nazionale
| Cronologia completa delle presenze e delle reti in nazionale ― Giappone | Cronologia completa delle presenze e delle reti in nazionale ― Giappone | Cronologia completa delle presenze e delle reti in nazionale ― Giappone | Cronologia completa delle presenze e delle reti in nazionale ― Giappone | Cronologia completa delle presenze e delle reti in nazionale ― Giappone | Cronologia completa delle presenze e delle reti in nazionale ― Giappone | Cronologia completa delle presenze e delle reti in nazionale ― Giappone | Cronologia completa delle presenze e delle reti in nazionale ― Giappone |
| Data                                                                    | Città                                                                   | In casa                                                                 | Risultato                                                               | Ospiti                                                                  | Competizione                                                            | Reti                                                                    | Note                                                                    |
| ----------------------------------------------------------------------- | ----------------------------------------------------------------------- | ----------------------------------------------------------------------- | ----------------------------------------------------------------------- | ----------------------------------------------------------------------- | ----------------------------------------------------------------------- | ----------------------------------------------------------------------- | ----------------------------------------------------------------------- |
| 18-6-2019                                                               | San Paolo                                                               | Giappone                                                                | 0 – 4                                                                   | Cile                                                                    | Coppa America 2019 - 1º turno                                           | -                                                                       | 66’                                                                     |
| 21-6-2019                                                               | Porto Alegre                                                            | Uruguay                                                                 | 2 – 2                                                                   | Giappone                                                                | Coppa America 2019 - 1º turno                                           | 2                                                                       | 83’                                                                     |
| 25-6-2019                                                               | Belo Horizonte                                                          | Ecuador                                                                 | 1 – 1                                                                   | Giappone                                                                | Coppa America 2019 - 1º turno                                           | -                                                                       | 82’                                                                     |
| 12-11-2020                                                              | Graz                                                                    | Giappone                                                                | 1 – 0                                                                   | Panama                                                                  | Amichevole                                                              | -                                                                       |                                                                         |
| 17-11-2020                                                              | Graz                                                                    | Giappone                                                                | 0 – 2                                                                   | Messico                                                                 | Amichevole                                                              | -                                                                       | 85’                                                                     |
| Totale                                                                  |                                                                         | Presenze                                                                | 5                                                                       |                                                                         | Reti                                                                    | 2                                                                       |                                                                         |

| Cronologia completa delle presenze e delle reti in nazionale ― Giappone Olimpica | Cronologia completa delle presenze e delle reti in nazionale ― Giappone Olimpica | Cronologia completa delle presenze e delle reti in nazionale ― Giappone Olimpica | Cronologia completa delle presenze e delle reti in nazionale ― Giappone Olimpica | Cronologia completa delle presenze e delle reti in nazionale ― Giappone Olimpica | Cronologia completa delle presenze e delle reti in nazionale ― Giappone Olimpica | Cronologia completa delle presenze e delle reti in nazionale ― Giappone Olimpica | Cronologia completa delle presenze e delle reti in nazionale ― Giappone Olimpica |
| Data                                                                             | Città                                                                            | In casa                                                                          | Risultato                                                                        | Ospiti                                                                           | Competizione                                                                     | Reti                                                                             | Note                                                                             |
| -------------------------------------------------------------------------------- | -------------------------------------------------------------------------------- | -------------------------------------------------------------------------------- | -------------------------------------------------------------------------------- | -------------------------------------------------------------------------------- | -------------------------------------------------------------------------------- | -------------------------------------------------------------------------------- | -------------------------------------------------------------------------------- |
| 22-7-2021                                                                        | Chōfu                                                                            | Giappone                                                                         | 1 – 0                                                                            | Sudafrica                                                                        | Olimpiadi 2020 - 1º turno                                                        | -                                                                                | 60’                                                                              |
| 28-7-2021                                                                        | Yokohama                                                                         | Francia                                                                          | 0 – 4                                                                            | Giappone                                                                         | Olimpiadi 2020 - 1º turno                                                        | 1                                                                                | 46’                                                                              |
| 31-7-2021                                                                        | Kashima                                                                          | Giappone                                                                         | 0 – 0 dts (4 – 2 dtr)                                                            | Nuova Zelanda                                                                    | Olimpiadi 2020 - Quarti di finale                                                | -                                                                                | 105’ 114’                                                                        |
| 3-8-2021                                                                         | Saitama                                                                          | Giappone                                                                         | 0 – 1 dts                                                                        | Spagna                                                                           | Olimpiadi 2020 - Semifinale                                                      | -                                                                                | 90’                                                                              |
| 6-8-2021                                                                         | Saitama                                                                          | Messico                                                                          | 3 – 1                                                                            | Giappone                                                                         | Olimpiadi 2020 - Finale 3º posto                                                 | -                                                                                | 80’                                                                              |
| Totale                                                                           |                                                                                  | Presenze                                                                         | 5                                                                                |                                                                                  | Reti                                                                             | 1                                                                                |                                                                                  |

| Cronologia completa delle presenze e delle reti in nazionale ― Giappone under 23 | Cronologia completa delle presenze e delle reti in nazionale ― Giappone under 23 | Cronologia completa delle presenze e delle reti in nazionale ― Giappone under 23 | Cronologia completa delle presenze e delle reti in nazionale ― Giappone under 23 | Cronologia completa delle presenze e delle reti in nazionale ― Giappone under 23 | Cronologia completa delle presenze e delle reti in nazionale ― Giappone under 23 | Cronologia completa delle presenze e delle reti in nazionale ― Giappone under 23 | Cronologia completa delle presenze e delle reti in nazionale ― Giappone under 23 |
| Data                                                                             | Città                                                                            | In casa                                                                          | Risultato                                                                        | Ospiti                                                                           | Competizione                                                                     | Reti                                                                             | Note                                                                             |
| -------------------------------------------------------------------------------- | -------------------------------------------------------------------------------- | -------------------------------------------------------------------------------- | -------------------------------------------------------------------------------- | -------------------------------------------------------------------------------- | -------------------------------------------------------------------------------- | -------------------------------------------------------------------------------- | -------------------------------------------------------------------------------- |
| 10-1-2018                                                                        | Jiangyin                                                                         | Giappone under 23                                                                | 1 – 0                                                                            | Palestina under 23                                                               | Coppa d'Asia AFC Under-23 2018                                                   | -                                                                                | 80’                                                                              |
| 16-1-2018                                                                        | Jiangyin                                                                         | Giappone under 23                                                                | 3 – 1                                                                            | Corea del Nord under 23                                                          | Coppa d'Asia AFC Under-23 2018                                                   | 1                                                                                | 74’                                                                              |
| 19-1-2018                                                                        | Jiangyin                                                                         | Giappone under 23                                                                | 0 – 4                                                                            | Uzbekistan under 23                                                              | Coppa d'Asia AFC Under-23 2018                                                   | -                                                                                | 46’                                                                              |
| 21-3-2018                                                                        | Asunción                                                                         | Cile under 23                                                                    | 2 – 0                                                                            | Giappone under 23                                                                | Amichevole                                                                       | -                                                                                | 46’                                                                              |
| 23-3-2018                                                                        | Asunción                                                                         | Venezuela under 23                                                               | 3 – 3 (1 – 4 dtr)                                                                | Giappone under 23                                                                | Amichevole                                                                       | -                                                                                | 66’                                                                              |
| 25-3-2018                                                                        | Asunción                                                                         | Paraguay under 23                                                                | 2 – 1                                                                            | Giappone under 23                                                                | Amichevole                                                                       | 1                                                                                |                                                                                  |
| 28-5-2018                                                                        | Vitrolles                                                                        | Turchia under 23                                                                 | 2 – 1                                                                            | Giappone under 23                                                                | Torneo di Tolone 2018 - 1º turno                                                 | 1                                                                                |                                                                                  |
| 31-5-2018                                                                        | Vitrolles                                                                        | Giappone under 23                                                                | 3 – 2                                                                            | Portogallo under 23                                                              | Torneo di Tolone 2018 - 1º turno                                                 | -                                                                                | 71’                                                                              |
| 3-6-2018                                                                         | Fos-sur-Mer                                                                      | Giappone under 23                                                                | 1 – 1                                                                            | Canada under 23                                                                  | Torneo di Tolone 2018 - 1º turno                                                 | -                                                                                | cap.                                                                             |
| 7-6-2018                                                                         | Carnoux-en-Provence                                                              | Giappone under 23                                                                | 1 – 0                                                                            | Togo under 23                                                                    | Torneo di Tolone 2018 - Play-off 7º posto                                        | 1                                                                                | cap.                                                                             |
| 14-8-2018                                                                        | Cikarang                                                                         | Giappone under 23                                                                | 1 – 0                                                                            | Nepal under 23                                                                   | XVIII Giochi asiatici                                                            | -                                                                                | cap. 90+4’                                                                       |
| 14-8-2018                                                                        | Cikarang                                                                         | Giappone under 23                                                                | 0 – 1                                                                            | Vietnam under 23                                                                 | XVIII Giochi asiatici                                                            | -                                                                                | cap.                                                                             |
| 27-8-2018                                                                        | Palembang                                                                        | Arabia Saudita under 23                                                          | 1 – 2                                                                            | Giappone under 23                                                                | XVIII Giochi asiatici                                                            | -                                                                                | 60’                                                                              |
| 1-9-2018                                                                         | Cibinong                                                                         | Corea del Sud under 23                                                           | 2 – 1 dts                                                                        | Giappone under 23                                                                | XVIII Giochi asiatici                                                            | -                                                                                | cap.                                                                             |
| 14-11-2018                                                                       | Dubai                                                                            | Uzbekistan under 23                                                              | 2 – 2                                                                            | Giappone under 23                                                                | Amichevole                                                                       | -                                                                                |                                                                                  |
| 20-11-2018                                                                       | Dubai                                                                            | Emirati Arabi Uniti under 23                                                     | 1 – 1                                                                            | Giappone under 23                                                                | Amichevole                                                                       | -                                                                                | 70’                                                                              |
| 22-3-2019                                                                        | Yangon                                                                           | Giappone under 23                                                                | 8 – 0                                                                            | Macao under 23                                                                   | Qualificazioni Coppa d'Asia AFC Under-23 2020                                    | -                                                                                | cap. 78’                                                                         |
| 26-3-2019                                                                        | Yangon                                                                           | Giappone under 23                                                                | 7 – 0                                                                            | Birmania under 23                                                                | Qualificazioni Coppa d'Asia AFC Under-23 2020                                    | -                                                                                | 46’                                                                              |
| 14-10-2019                                                                       | Recife                                                                           | Brasile under 23                                                                 | 2 – 3                                                                            | Giappone under 23                                                                | Amichevole                                                                       | -                                                                                | 87’                                                                              |
| 17-11-2019                                                                       | Hiroshima                                                                        | Giappone under 23                                                                | 0 – 2                                                                            | Colombia under 23                                                                | Amichevole                                                                       | -                                                                                | 62’                                                                              |
| 26-3-2021                                                                        | Chōfu                                                                            | Giappone under 23                                                                | 0 – 1                                                                            | Argentina under 23                                                               | Amichevole                                                                       | -                                                                                | 88’                                                                              |
| 29-3-2021                                                                        | Kitakyūshū                                                                       | Giappone under 23                                                                | 3 – 0                                                                            | Argentina under 23                                                               | Amichevole                                                                       | -                                                                                | 75’                                                                              |
| 12-6-2021                                                                        | Toyota                                                                           | Giappone under 23                                                                | 4 – 0                                                                            | Giamaica under 23                                                                | Amichevole                                                                       | -                                                                                | 75’                                                                              |
| 12-7-2021                                                                        | Ōsaka                                                                            | Giappone under 23                                                                | 3 – 1                                                                            | Honduras under 23                                                                | Amichevole                                                                       | -                                                                                |                                                                                  |
| 17-7-2021                                                                        | Kōbe                                                                             | Giappone under 23                                                                | 1 – 1                                                                            | Spagna under 23                                                                  | Amichevole                                                                       | -                                                                                | 46’                                                                              |
| Totale                                                                           |                                                                                  | Presenze                                                                         | 25                                                                               |                                                                                  | Reti                                                                             | 4                                                                                |                                                                                  |

## Palmarès

### Club

#### Competizioni nazionali
- Campionato giapponese: 1

Kawasaki Frontale: 2017
- Coppa del Belgio: 2

Anversa: 2019-2020, 2022-2023
- Campionato belga: 1

Anversa: 2022-2023

### Nazionale
- Coppa d'Asia Under-19: 1

2016
- Giochi asiatici: 1

2018